# Chêne rouvre d'Eötvös út
Le Chêne rouvre d'Eötvös út (en hongrois : Eötvös úti kocsánytalan tölgy) est un chêne rouvre situé à Budapest, qui constitue un monument naturel protégé, caractérisé comme d'intérêt local.